# Принія попеляста

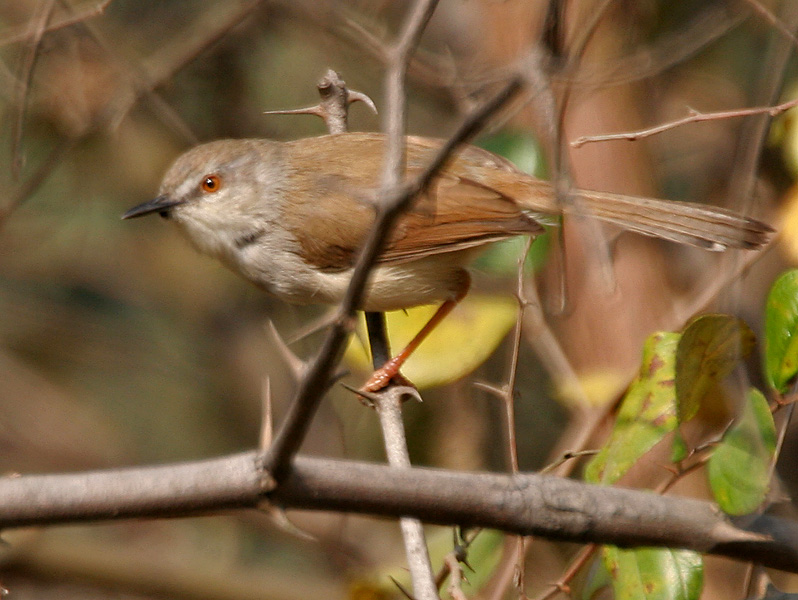
Попеляста принія в негніздовий період (Хайдерабад, Індія)

Принія попеляста (Prinia hodgsonii) — вид горобцеподібних птахів родини тамікових (Cisticolidae). Мешкає в Південній і Південно-Східній Азії.

## Опис
Довжина птаха становить 11-13 см. Виду не притаманний статевий диморфізм. Попелясті принії змінюють забарвлення на час гніздування. Під час сезону розмноження верхня частина тіла у них попелясто-сіра, нижня частина тіла білувата. на грудях помітна сіра смуга. У негніздовий період верхня частинав тіла оливково-коричнева, нижня частина тіла охристо-біла, смуга на грудях малопомітна або відсутня, над очима білі "бровви". У попелястих приній хвіст довгий, сірий, на кінці білий, у гніздовий період стернові пера коротші. Кінчики крил рудуваті. Лапи міцні, рожеві, дзьоб чорний, у молодих птахів знизу світліший. Молоді птахи схожі на дорослих у негніздовий період, верхня частина тіла у них рудуватіша. Представники підвиду P. h. pectoralis вирізняються тим, що впродовж всього року зберігають гніздове забарвлення, причому їм притаманний статевий диморфізи: самиці мають менш виражену смугу на грудях, ніж самці.

## Підвиди
Виділяють шість підвидів:
- P. h. rufula Godwin-Austen, 1874 — передгір'я Гімалаїв від північного Пакистану до північно-східної Індії, західної М'янми і південно-західного Китаю;
- P. h. confusa Deignan, 1942 — південний Китай і північний Індокитай;
- P. h. hodgsonii Blyth, 1844 — західна Індія, Бангладеш, західна М'янма;
- P. h. erro Deignan, 1942 — від центральної М'янми через Таїланд до південного Індокитаю;
- P. h. albogularis Walden, 1870 — південна і південно-східна Індія;
- P. h. pectoralis Legge, 1874 — Шрі-Ланка.

## Поширення і екологія
Попелясті принії живуть у відкритих лісах і рідколіссях, чагарникових і бамбукових заростях, мангрових лісах і очеретяних заростях. Представники підвиду P. h. rufula спостерігалися на плантацях цукрової тростини неподалік Катманду. Попелясті принії живуть на висоті до 1800 м над рівнем моря. Взимку мігрують в долини.

## Поведінка
Попелясті принії харчуються комахами та іншими безхребетними, яких шукають на деревах. Також вони можуть живитися нектаром рослин Erythrina і Bombax. Живуть парами або невеликим зграйками з 5-20 птахів. Гніздування розпочинається в період сезону дощів. Гнізда чашоподібні, робляться з трави і листя, розміщуються близько до землі. В кладці 3-4 яйця. Вони різняться за забарвленням і можуть були синіми, синьо-зеленими, рожевуватими або білими. Часто вони поцятковані рудувато-коричневими плямками. І самці, і самиці насиджують яйця, інкубаційний період триває 10-11 днів. За сезон може вилупитися кілька виводків.